# Lecane flexilis
Lecane flexilis is een raderdiertjessoort uit de familie Lecanidae. De wetenschappelijke naam van deze soort is voor het eerst geldig gepubliceerd in 1886 door Gosse.